# Санатории КМВ

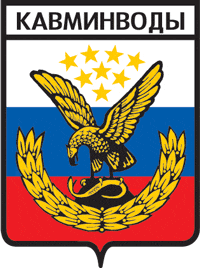
Герб региона

Кавказские Минеральные Воды (КавМинВоды, КМВ, Кавмингруппа) — группа курортов федерального значения в Ставропольском крае; особо охраняемый эколого-курортный регион Российской Федерации, имеющий координирующую администрацию. Район КавМинВод располагается в пределах смыкания Ставропольской возвышенности и северных склонов Большого Кавказского хребта (это центр Предкавказья); включает курорты Пятигорск, Железноводск, Ессентуки, Кисловодск, Кумагорск, Минеральные Воды и курортную местность Нагута.
Кавказские Минеральные Воды — крупнейшая и уникальная курортная жемчужина России, которая по составу и качеству своих климато-бальнеологических ресурсов, сконцентрированных на относительно небольшой территории, не имеет аналогов на Евро-Азиатском континенте. Более 115 здравниц региона (на начало XXI века), специализирующихся на лечении десятков самых различных заболеваний определяют его значение как главной, комплексной и многопрофильной здравницы страны. Этот курортный район славится живописным природным ландшафтом, мягким оздоровляющим климатом, высокоэффективными лечебными грязями озера Тамбукан и, конечно же, уникальными минеральными источниками (порядка 300).
118 оснащённых самым современным лечебно-диагностическим оборудованием здравниц и 26 туристских и гостиничных комплексов Кавказских Минеральных Вод могут принимать одновременно свыше 40 тысяч человек.

## Краткий экскурс в историю
В 1913 году КМВ посетило свыше 37 тыс. больных (однако практически отсутствовала сеть санаторных учреждений; санатории появились лишь в начале XX века, создавались на благотворительные средства и были рассчитаны на весьма ограниченное число больных — преимущественно в летний сезон).
В годы Гражданской войны КавМинВоды пришли в полный упадок; в 1922 году на КМВ лечилось всего ок. 7 тыс. больных. В 1928 году число лечившихся больных достигло почти 90 тысяч, в 1939—1940 годах — немногим более 200 тыс. За годы войны в 83 госпиталях КМВ получили медицинскую помощь более 900 тысяч раненых и больных.
В 1946 году лечившихся на курортах Кавказских Минеральных Вод было уже около 150 тыс. человек. Уже в 1953 году здесь лечилось св. 200 тыс. больных (достигло довоенного уровня), а в 1956 году — почти 300 тыс.
В 1971 только в профсоюзных санаториях отдыхало 416 тыс. чел. К 1980 году на КавМинВодах функционировали 82 санатория (в том числе 37 профсоюзных почти на 21 тыс. мест) и 16 пансионатов (ок. 2 тыс. мест; всего к концу 1980-х годов заполняемость составляла до 40 тыс. мест), работали 2,5 тыс. врачей и около 7 тыс. лиц среднего мед. персонала; ежегодно лечилось и отдыхало около 1 млн человек.
1990—1991 — пик расцвета курортного дела (в 1989—1991 годах в пятигорских курортных здравницах прошли курс лечения и отдохнули 175—225 тысяч человек в год, вплоть до 250 тыс.). В последующие годы заполняемость (посещаемость) постоянно падала и пик падения загрузки здравниц достиг в 1995 году. Но уже начиная с 1996 г. чётко отмечается стабильный ежегодный прирост отдыхающих на 2-3 % (1991 год — 100 %, 1992 — 60 %, 1993 — 45 %, 1994 — 16 %, 1995 — 15 %, 1996 — 16 %, 1997 — 19 %). Прирост отдыхающих и поправляющих здоровье в ведомственных здравницах в 1998 году по сравнению с предыдущим составил 20 %, по профсоюзным — 42 %. Средняя загруженность здравниц КМВ в декабре 1998 составила 68 %.
В 2000 году здесь отдохнули и поправили своё здоровье почти 500 тыс. человек.

## Санаторно-курортная база городаЕссентуки
Для Ессентукского курорта показаны заболевания:
- болезни органов пищеварения: желудка и двенадцатиперстной кишки — хронические гастриты с сохраненной секрецией и секреторной недостаточностью (в фазе ремиссии, компенсации), хронические гастродуодениты, язвенная болезнь желудка и двенадцатиперстной кишки (вне фазы обострения), без наклонности к кровотечениям, при отсутствии осложнений (стеноз привратника, двенадцатиперстной кишки; пенетрация, малигнизация язвы), болезни оперированного желудка — постгастрорезекционные и постваготомические расстройства; пищевода — хронические эзофагиты, рефлюкс-эзофагиты; кишечника — функциональные расстройства, хронические энтериты, колиты различной этиологии (кроме туберкулезной) при отсутствии стенозирования, бацилло- и паразитоносительства, легкой и средней тяжести, вне фазы обострения;
- болезни печени и желчных путей — остаточные явления вирусного гепатита в неактивной фазе и при минимальной активности, хронический гепатит в неактивной фазе, хронический холецистит (различной этиологии) вне периода обострения; дискинезия желчного пузыря и желчных путей, состояние после операции на желчном пузыре — постхолецистэктомический синдром (при отсутствии камней в желчных протоках, стеноза соска двенадцатиперстной кишки и общего желчного протока, выраженного холангита), болезни поджелудочной железы — хронические панкреатиты легкой и средней тяжести, без склонности к частым обострениям, при отсутствии стенозирования дуоденального соска и панкреатического протока;
- болезни обмена веществ — ожирение конституционное, алиментарное, эндокринное (кроме гипоталамо-гипофизарного, церебрального) I—III степени, без выраженной недостаточности кровообращения; сахарный диабет легкой и средней степени, компенсированный, без наклонности к ацидозу.

Список санаториев города-курорта Ессентуки:
- Санаторий «Берёзы» (закрыт)
- Санаторий «Виктория»
- Санаторий «Воронеж». Открыт 24 ноября	1906 года как частный санаторий «Азау»[7]. В советское время гостиница стала санаторием № 10. Летом 1923 года санаторию № 10 было присвоено имя М. И. Калинина. В годы Великой Отечественной войны санаторий становится эвакогоспиталем № 5420. В 1966 году санаторий им. М. И. Калинина переходит в новое здание, а на его месте формируется санаторий «Украина» Управления делами ЦК компартии Украины. В 1973 году вводится новый комплекс санатория «Украина», а на его базе начал работать детский подростковый санаторий «Огонёк» Правительства Украины. В период приватизации в 90-е году санаторий приобретает администрация Воронежской области. Он получает нынешнее название — санаторий «Воронеж».
- Санаторий «Геолог» («На Водах»)
- Санаторий «Долина Нарзанов» ОАО «РЖД-ЗДОРОВЬЕ»
- Санаторий «Дон»
- Санаторий «Ессентуки» (ФСБ России) (сгорел, один корпус сохранился)
- Санаторий «Жемчужина Кавказа» (частный). Открыт 28 декабря 1967 года как санаторий «50 лет Октября» (современное название с 1993 года)[8]
- Санаторий «Истокъ». Специальным указом от 17 апреля 1903 года советнику Николаю Бугрову и Николаевским купцам братьям-Мальцевым разрешена постройка каменного двухэтажного дома для бесплатного помещения в нём приезжающих «больных». Бугрову и Мальцевым были предоставлены дополнительно два участка земли шириной 1230 квадратных саженей (примыкающие к дворовому фасаду здания) для разведения сада для посещения лечащихся.

Николай Бугров был Мануфактурным советником, братья Мальцевы занимались хлебопроизводством, хлеботорговлей, были они купеческого сословия и старообрядческого вероисповедания, поэтому первое название санатория было: «Старообрядческий санаторий». 16 мая 1906 года санаторий принял первых отдыхающих, а в 1912 году был создан и принят устав санатория и его официальное название: санаторий «В память 17 апреля 1905 года» (Высочайший Манифест «О веротерпимости»). В советское время — санаторий «Парижской коммуны», а затем корпус санатория «Берёзы».
Из-за прекратившегося финансирования в 1989 году санаторий закрылся, а здание начало разрушаться. К 2000 году состояние здания стало критическим: в связи с отсутствием кровли, ослаблением фундамента в несущих стенах появились трещины, здание практически разрушилось. В целях сохранения здания в мае 2000 года администрацией Ессентуков принято решение о продаже здания. Победителем конкурса стала компания «МиГ». Вместимость после ремонта — 99 мест
- Санаторий «Источник». В первые годы Советской власти санатории открывались в старых крупных зданиях. Санаторий имени Ф. Э. Дзержинского был в Ессентуках первым, выстроенным заново в простых гармоничных формах. В 1935 году начато строительство санатория на 150 коек по проекту архитектора А. А. Оль, а 1937 году введён в эксплуатацию. В 1973 году санаторию «Советский Шахтер» было передано огромное здание профсоюзного санатория «имени Ф. Э. Дзержинского», ставшее корпусом № 3. А в 2005 году он был выкуплен с правом долгосрочной аренды предпринимателем из Азербайджана. Началась полная реконструкция. Построены два 10-этажных спальных корпуса и лечебно-оздоровительный блок с отделениями для лечения, рестораном и барами, спортивным залом и СПА-центром с бассейном и банным комплексом.
- Санаторий «Кавказ»
- Санаторий «Казахстан». В 2008—2012 годах санаторий был закрыт на капитальную реконструкцию.
- Санаторий «Металлург». Основан в 1964 году. Ведомственная здравница Магнитогорского металлургического комбината
- Санаторий «Москва» (Управление делами Президента РФ). Открыт 1 октября 1967 года[9]
- Санаторий «Надежда» (ФНПР). Открыт 1 января 2007 года[10]
- Санаторий «Нива». Открыт 1 августа 1975 года[11]
- Санаторий «Россия». Одна из стариннейших здравниц города Ессентуки. К столетию Кавказских Минеральных Вод, в 1903 году была открыта гостиница «Донская» на 95 мест. В советское время она была преобразована в санаторий" Донской". В период Великой Отечественной войны в нём располагался эвакогоспиталь № 5814. Сейчас это корпус № 2. В 1976 году введён в эксплуатацию корпус № 1 на 430 мест.
- Санаторий «Русь». Санаторий был введён в эксплуатацию в 1989 году компанией «Агрокурорт». После пятилетней работы продан частному предпринимателю и с 2005 года как санаторий не работал. В 2009 году был приобретён Русским строительным банком. После полной реконструкции открыт 2 апреля	2013 года[12]
- Санаторий «Ставрополье» (не действует)
- Санаторий «Украина». В 1906 году открылся санаторий «Азау», ставший в 1923 году санаторием им. М. И. Калинина, после посещения его Всесоюзным старостой. В 1966 году санаторий им. М. И. Калинина получает новый комплекс зданий, а Управление делами ЦК КПСС передаёт здание Управлению делами ЦК компартии Украины, которое размещает в нём санаторий «Украина». В 1973 году завершается строительство комплекса зданий на улице Пятигорской и, санаторий «Украина» получает новую прописку. Но днём рождения здравницы остаётся 1966 год.
- Санаторий «Целебный ключ». Открыт 6 января 1875 года как гостиница «Компанейская»[11]. На открытой для движения дилижансов дороге Минеральные Воды — Кисловодск в 1875 году была возведена арендатором Кавказских Минеральных Вод А. М. Байковым в компании с предпринимателями первая комфортабельная гостиница «Компанейская» на 60 номеров. В 1882 году она была переоборудована под пансионат санаторного типа, а затем в 1898 году выкуплена «в казну» и получила название «Казённой». На хозяйственном дворе, расположенном напротив почтовой станции, смонтировали тепловую электростанцию. Впервые курорт Ессентуки получил электрическое освещение. С 1923 года гостиница стала функционировать как первый профсоюзный санаторий. В годы немецкой оккупации она была взорвана и только в 1949 году восстановлена с изменениями. До недавнего времени санаторий носил имя Я. Свердлова, но после капитальной реконструкции в январе 1991 года санаторий получил современное название.
- Санаторий Центросоюза
- Санаторий «Шахтер». Открыт 1 июня 1910 года как «Санатории» для малоимущих Ессентукского Вспомогательного общества[11]. С 1955 года санаторий «Советский шахтер»
- Санаторий «Юность» (ФМБА России). Открыт 1 июня 1957 года как детский клинический санаторий «Юность»[13]. Первоначально располагался на улице К.Маркса, 2, рядом со стадионом, в корпусах санатория «ЦК союза учителей» и был рассчитан на 50 мест". В 1983 году коллективом треста «Ессентукистрой» на средства, заработанные на Всесоюзных коммунистических субботниках, построен на улице Володарского трёхэтажный корпус на 200 мест. Затем были построены четыре новых спальных корпуса на 310 мест и один лечебный. Один из корпусов реконструирован под корпус «Мать и дитя» на 60 мест для лечения детей с сахарным диабетом.
- Санаторий им. Г. Г. Анджиевского (ФНПР)
- Санаторий им. И. М. Сеченова. Открыт 29 ноября 1961 года[7]
- Санаторий им. И. П. Павлова (ФНПР)
- Санаторий им. М. И. Калинина (МЗ РФ). Санаторий начал свою историю с мая 1920 года, когда в первый послереволюционный курортный сезон бывший частный санаторий «Азау» одним из первых встретил 150 красноармейцев и политработников на лечение. Санаторий-лазарет работал в летнее время. Здание построено в 1906 году по проекту В. Герасимова по ул. Семашко, 10. Как утверждает путеводитель Г. Москвича, санаторий был организован докторами А. Б. Васильевым и К. Ф. Барановичем с настоящим «диетическим питанием» — в то время новомодное понятие, привлекавшее людей, озабоченных своим весом. Гостиница стала называться модно — санаторием.

Санаторий был рассчитан на 100 человек и устроен сообразно всем требованиям комфорта и гигиены: электричество, подъёмная машина (лифт), телефон, зал столовой на 200 человек, зал для чтения, рояль, игры. В советское время гостиница стала санаторием № 10, а после посещения Кавказских Минеральных Вод правительственной комиссией во главе с М. И. Калининым летом 1923 года по многочисленным просьбам отдыхающих санаторию № 10 было присвоено его имя. В 1991 году здравница реконструируется. Коечная ёмкость составила 180 мест. В годы Великой Отечественной войны санаторий становится эвакогоспиталем № 5420. В 1948—1950 году после закрытия госпиталя вновь проводится ремонт. Восстановлением санатория занимается Управление делами ЦК КПСС. В марте 1966 года у входа в Нижний лечебный парк был выстроен комфортабельный комплекс на 300 мест. Он состоял из семиэтажного спального корпуса с одно- и двухместными палатами, лечебным корпусом, спортивным залом и бассейном, клубом-столовой. Установлен памятник М. И. Калинину. В 2000 году вошёл в строй новый семиэтажный спальный корпус, коечная ёмкость составила 360 мест.
- Санаторно-курортный комплекс Министерства обороны «Северо-Кавказский». Филиал «Ессентуки». Открыт 24 сентября 1322 года на 75 мест как отделение военно-курортной станции, в обязанность которой входило лечение командиров и бойцов Красной Армии. В 30-е годы XX века санаторий располагался в зданиях дореволюционной постройки: дачи «Золотой курган», «Нагорье», «Юца», «Диетический санаторий Гомолицкого», «Санаторий почтово-телеграфного ведомства». В 1932 году был построен спальный корпус санатория «РКК» (Рабоче-крестьянской Красной Армии), по проекту М. И. Мержанова. Перед началом Великой Отечественной войны стал принимать 250 человек на отдых и лечение. В 70-х годах было построено несколько комфортабельных корпусов на 700 мест. В 1993 году построен ещё один спальный корпус на 326 мест.
- Клиника НИИ Курортологии. 1 июля 1902 года состоялось открытие первого на Кавказских Минеральных Водах санатория «Вера» по проекту архитектора Э. Б. Ходжаева. В 1922 году в бывшем санатории «Вера» открылось клиническое отделение Бальнеологического института. В 2002 году введены в эксплуатацию новая столовая и 4-этажный спальный корпус.
- Пансионат «Дача генерала Николаева».

Пансионат «Дача генерала Николаева» находится в здании бывшей дачи генерала царской армии И. Д. Николаева. Здание было построено в 1905 году. В конце XIX — начале XX веков среди жителей Российской империи было принято приезжать лечиться на Воды. После революции дача И. Д. Николаева была национализирована и использовалась под спальный корпус здравниц. В период отечественной войны в здании размещался госпиталь. В послевоенные годы включена в состав санатория им. Г. Анджиевского, использовалась как спальный корпус. С 2003 по 2005 годы проводились реставрационные работы. С 2006 года пансионат «Дача генерала Николаева».  261510218210005
- Пансионат «Родина»

## Санаторно-курортная база городаЖелезноводска
Железноводский курорт также имеет два профиля: болезни органов пищеварения и болезни почек и мочевыводящих путей.
В соответствии с первым профилем на Железноводский курорт могут быть направлены пациенты с заболеваниями органов пищеварения (см. показания для Ессентукского курорта):
- хронические эзофагиты;
- гастриты;
- язвенная болезнь желудка и двенадцатиперстной кишки;
- болезни оперированного желудка;
- хронические гепатиты;
- холециститы;
- панкреатиты;
- энтериты;
- колиты.

По второму профилю — болезни почек и мочевыводящих путей — к числу заболеваний, показанных для лечения на Железноводском курорте, относятся:
- хронические пиелонефриты;
- хронический очаговый нефрит;
- хронический гломерулонефрит (латентная форма) вне фазы обострения, без выраженной артериальной гипертензии и почечной недостаточности;
- хронический цистит;
- хронический неспецифический простатит;
- везикулит;
- уретрит (при отсутствии стриктуры уретры) вне фазы обострения;
- мочекаменная болезнь (при отсутствии блокады мочевыводящих путей), в том числе при наличии небольших конкрементов (до 4 мм в диаметре), склонных к спонтанному отложению, а также после оперативного удаления конкрементов, при отсутствии активного воспалительного процесса, почечной недостаточности, высокой артериальной гипертензии (выше 160/100 мм рт. ст.).

Список санаториев города-курорта Железноводска:
- Санаторий им. 30-летия Победы. Открыт 20 января 1975 года[14]. Открыт 20 января 1975 года. В живописном месте города-курорта Железноводска был введён в эксплуатацию спальный корпус № 1 на 250 мест, с прилегающими к корпусу зданиями столовой и киноконцертным, танцевальным залами. Спальный корпус № 2 был построен в 1985 году. Лечебно-диагностический корпус введён в эксплуатацию в 1987 году.
- Санаторий им. С. М. Кирова
- Санаторий им. Н. К. Крупской
- Санаторий имени Эрнста Тельмана. Открыт 23 мая 1914 года как «Здравница Её Величества Государыни Александры Фёдоровны», вошедшая в 1915 году в состав «Всероссийского общества здравниц в память войны 1914—1915 гг.»[15]
- Санаторий «Бештау». Открыт в 1975 году
- Санаторий «Горный воздух». В 1911 году врачи Е. М. Бенкендорф и П. П. Эминет открыли первый детский санаторий. Он занимал две частные дачи летнего типа и принимал на лечение детей дворян. Одна из дач имела название «Горный воздух». В 1920 году детский санаторий был преобразован в приют для сирот Гражданской войны. В 1924 году дачи отремонтировали и открыли клинику на 85 мест Министерства здравоохранения СССР. В 30-е годы клинике присвоили имя В. Р. Менжинского. В 1946 году Министерство здравоохранения СССР передало санаторий, состоящий из маленьких деревянных корпусов, в распоряжение Управления делами ЦК ВКП(б). В 1947 году восстановленные после Великой Отечественной войны корпуса вновь стали называться «Горный воздух». С 1958 по 1961 годы шла реконструкция санатория. В это время по проекту архитектора Ю. Э. Бурмейстера был построен новый спальный корпус на 175 мест. На базе санатория «Горный воздух» 4 августа 2006 года введён в эксплуатацию межсанаторный медико-диагностический центр.
- Санаторий «Дубовая роща» Управления делами Президента РФ
- Санаторий «Дубовая роща» (Детское отделение)
- Санаторий «Дубрава». Открыт 31 октября 1981 года[16]
- Санаторий «Железноводск» МВД РФ. Открыт в 1960 году
- Санаторий «Здоровье»
- Санаторий «Кавказ» ФСБ РФ. Открыт 1 февраля 1987 года как санаторий «Кавказ» КГБ СССР[17]
- Санаторий «Лесной»
- Санаторий «Машук Аква-Терм». Открыт 17 ноября 1996 года как первый корпус санатория «Машук» ОАО «Тюменьэнерго»[16]
- Санаторий «Минеральные Воды»
- Санаторий «Плаза Железноводск». Открыт 15 июня 2012 года. Построен на месте бывшего санатория им. М. И. Калинина, построенного в 1974 году и прекратившего свою основную деятельность в 1999 году. Компания Африка Израэль выкупила бывший санаторий и в 2008 году приступила к его реконструкции.
- Санаторий «Русь». Санаторий четвёртого Главного управления при Минздраве РФ вступил в строй 1 июня 1973 года. В октябре 1975 года санаторию присвоено наименование «Русь». С ноября 1990 года санаторий «Русь» входил в Лечебно-оздоровительное объединение при Управлении делами Совета министров РСФСР. С февраля 1992 года в соответствии с Указом Президента Российской Федерации санаторий был перепрофилирован для организации лечения инвалидов и участников Великой Отечественной войны. В настоящее время санаторий «Русь» входит в структуру лечебных учреждений Министерства здравоохранения и социального развития Российской Федерации.
- Санаторий «Салют». Открыт 20 июня 1963 года[18]
- Санаторий «Эльбрус». Санаторий «Эльбрус» в 1956 году вошёл в историю Железноводска как первая послевоенная здравница.
- Железноводская бальнеогрязелечебница
- Клиника НИИ курортологии

## Санаторно-курортная база городаКисловодска

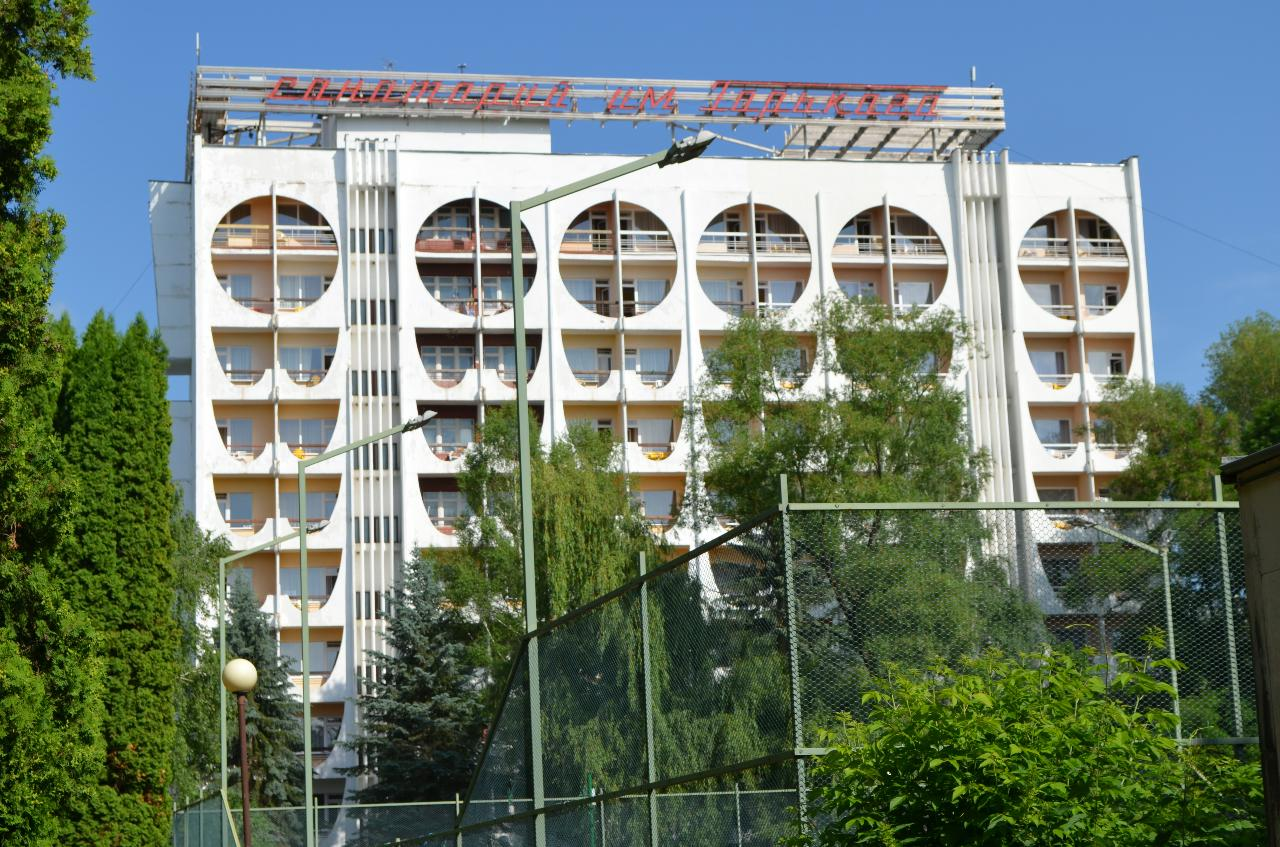
Санаторий имени Горького

Павел Иосифович Склотовский (11(23).01.1841, Кисловодск — 27.12.1903, Кисловодск) — главный врач Кисловодского курорта (1884—1903), автор книги «Кисловодск, как место лечения слабогрудых» (Пятигорск, 1872). На его могиле — надпись: «Первому гражданину Кисловодска от земляков».
Для Кисловодского курорта, располагающего углекислыми минеральными водами, климатом и ландшафтом, типичными для среднегорья, показаны заболевания в соответствии с основными профилями курорта:
- болезни системы кровообращения — состояния после перенесенного ревматического эндомиокардита
- миокардита (через 6-8 месяцев после обострения заболевания) при отсутствии активности процесса, при недостаточности кровообращения не выше I степени или без таковой, без неблагоприятных в прогностическом отношении нарушений сердечного ритма, к которым относят политопные, частые, групповые ранние экстрасистолы, пароксизмальные нарушения сердечного ритма, мерцательную аритмию и др., а также нарушений функций проводимости (атриовентрикулярный блок выше I степени);
- пороки сердца — недостаточность митрального клапана;
- сочетанный митральный порок сердца с преобладанием недостаточности митрального клапана;
- состояние после комиссуротомии (не ранее 6-8 месяцев после операции) без признаков активности ревматического процесса, при отсутствии недостаточности и при недостаточном кровообращении не выше I степени, при отсутствии прогностически неблагоприятных нарушений сердечного ритма и проводимости (атриовентрикулярной блокады выше I степени, двухпучковой блокады в системе пучка Гиса);
- ишемическая болезнь сердца с редкими приступами стенокардии (I—II функциональные классы), без прогностически неблагоприятных нарушений сердечного ритма и проводимости, с недостаточностью кровообращения не выше 1 степени;
- гипертоническая болезнь I—II стадий;
- гипотоническая болезнь;
- болезни нервной системы — неврозы с преимущественным нарушением функции сердечно-сосудистой системы;
- атеросклероз сосудов головного мозга без нарушений мозгового кровообращения, а также через 3-4 и более месяцев после преходящих нарушений мозгового кровообращения легкой и средней степени;
- неспецифические заболевания органов дыхания вне периода обострения, при легочно-сосудистой недостаточности не выше I степени.

Санатории
- Санаторий «Август»
- Санаторий «Арника». Открыт в 2018 году
- Санаторий «Виктория». Открыт 1 июля 2000 года[11]
- Санаторий «Вилла Арнест» (частный). Открыт 2 декабря 2002 года[20]. Ранее действующий пансионат «Каскад» приобретён и реконструирован компанией «Арнест» (город Невинномысск). Как санаторий функционирует с 2004 года. В мае 2005 года Президент России Б. Н. Ельцин проводил в нём встречу с группой однокурсников — выпускников строительного факультета Уральского политехнического института.
- Санаторий «Джинал» (Атоммаш). Открыт 30 декабря 1986 года[16] (по другим данным 31 декабря 1991 года[21]). Санаторий принадлежал Министерству среднего машиностроения СССР. Назван по Джинальскому хребту, где расположена высочайшая вершина Ставропольского края — гора Верхний Джинал (1542 м). В 1993 году санаторий «Джинал» был акционирован, первым из здравниц Кавминвод.
- Санаторий «Долина Нарзанов»
- Санаторий «Жемчужина Кавказа»[22]. Открыт в 1931 году[19].
- Санаторий «Заря» (УДП РФ)[23]. Открыт 25 марта 1986 года как санаторий имени XXVII партсъезда[16]
- Санаторий им. А. М. Горького (РАН). Открыт 15 мая 1923 года[24]
- Санаторий им. Димитрова (ФНПР)
- Санаторий имени Г. К. Орджоникидзе (Минимущество РФ).

Яркий образец конструктивизма — архитектурного движения, зародившегося в СССР и ставшего затем популярным в Европе и США. Санаторий начал строиться 1 апреля 1935 года, под личным контролем наркома тяжёлой промышленности Серго Орджоникидзе. Санаторий Наркомтяжпрома (Народного комиссариата тяжёлой промышленности) был открыт 18 апреля 1938 года. С 1941 года санаторий носит имя Орджоникидзе. В военный период в санатории функционировал эвакогоспиталь № 3176/5404. В 1952 году здравница приняла современный вид: бал открыт памятник бывшему наркому и построен корпус «Гайка» (до 1963 года санаторий «Горные вершины»). Шестигранная форма здания не только оригинальна и хорошо вписывается в местность, но обладает исключительным достоинством по максимальному использованию солнца. С 1965 года санаторий принимает иностранных граждан. В 1966 году введён в эксплуатацию 5-й корпус. В 1967 году на базе санатория образован общекурортный кардиоцентр. В 1975—1979 и в 1985 годах проведена общая реконструкция санатория.
В 1979 году санаторий награждён орденом «Знак Почёта».
- Санаторий им. Кирова (ФНПР). Открыт в 1936 году[19]
- Санаторий им. Семашко (российская компания). Открыт в 1922 году[9] (по другим данным в 2021 году[25]). До 2023 года принадлежал управлению делами Президента Украины[26]

Один из старейших санаториев на Кавказских Минеральных Водах. Возник на базе бывших частновладельческих дач, как санаторий «Южный край». Открыт 25 октября 1922 года при участии наркома здравоохранения Н. А. Семашко. С конца 1922 года санаторий стал носить имя Н. А. Семашко. В 1923 году он был передан Украине. До 1936 года действовал на основе нескольких национализированных дач («Парадиз», «Лариса», отель «Скала», дача «Кабот», дача Шереметьева и других).
Во время Великой Отечественной войны в санатории размещался госпиталь № 2041/5399. Во время оккупации — больница Красного Креста.
- Санаторий «Кавказ» (Минздрав РФ). Открыт 15 мая 1931 года как «Санаторий № 1 Всекопромсоветкасс» Совета кооперативного страхования членов артелей промысловой кооперации[16]. Первое здание построено по проекту архитектора А. М. Попова[25]
- Санаторий «Каскад»
- Санаторий «Кисловодск» ФСБ РФ. В годы Великой Отечественной войны в нём размещался госпиталь. 12 июня 1945 года вновь открыт санаторий НКВД[27]
- Санаторий «Колос» (межколхозный). Санаторий основали в 1955 году колхозы «Россия» Новоалександровского района и «Пролетарская воля» Предгорного района в двух старинных особняках. Тогда санаторий мог принимать 50 человек. Вместимость номеров составляла от двух до шести человек. Его называли лечебный дом колхозника. Номера были без удобств. Каждый корпус имел свой санузел с умывальниками, была общая душевая на весь санаторий. В 1961 году третьим дольщиком становится краевое объединение «Ставропольселхозздравница». По особому проекту провели реконструкцию одного из корпусов, в результате чего были улучшены условия проживания отдыхающих. Появились одноместные, двухместные номера и номера люкс со всеми удобствами.
- Санаторий «Красные камни» (УДП РФ)[28]

Санаторий основан в 1934 году на базе построенной в 1902 году Казённой гостиницы как дом отдыха и санаторий «Сосновая роща». С 1935 по 1938 годы велись строительные работы. Был открыт в январе 1939 года. В здании санатория был организован дом отдыха ЦИК и Совета народных комиссаров СССР. В предвоенные годы санаторий стал «номенклатурным», предназначенным для отдыха партийно-правительственной элиты. В годы Великой Отечественной войны в санатории были развёрнуты госпитали № 3211-2435, 5393 и 5413. С 25 мая 1947 года санаторий стал называться «Красные камни». В 1960—1970 годах здесь бывали Л. И. Брежнев, Ю. В. Андропов, А. Н. Косыгин.
- Санаторий «Красный октябрь»
- Санаторий «Крепость» (Роскосмос)
- Санаторий «Кругозор» (частный). Основной семиэтажный корпус (построен в 1981 году, 102 номера), пятиэтажный корпус (построен в 2000 году. 39 номеров), два коттеджа.
- Санаторий «Луч»(Минздрав РФ)
- Санаторий «Москва» (ФНПР). Санаторий «Москва» памятник санаторно-курортной архитектуры советского периода. Первый корпус санатория был построен в 1952 году министерством тракторной промышленности, на пустынном гребне Васюковой балки. В 1968 году построен новый корпус на 325 мест. В 1974 году открыт комплекс лечебной физкультуры и зимний плавательный бассейн.
- Санаторий «Нарзан» (ФНПР). Здание гостиницы «Гранд-отель» было построено в 1903—1905 годах на углу Голицынского проспекта и Тополевой аллеи по типу отеля в Париже на бульваре Капуцинов. В 1932 году здесь размещался семейный дом отдыха для инженерно-технических работников. Открылся как санаторий «Нарзан» в 1946 году.
- Санаторий «Пикет» (ФНПР). В первой половине XIX века на горе находился постоянный казачий пост — пикет. Санаторий «Пикет» создан в конце 1930-х годов. Старые корпуса санатория были достроены после Великой Отечественной войны в 1951 году по проекту архитектор А. А. Оля. В 1963—1967 годах на плато за Пикетной горой построено три шестиэтажных корпуса. Здание клуба-столовой построено по проекту архитектора Э. Я. Внуковой в 1970 году. К 1994 году здравница состояла уже из пяти благоустроенных спальных корпусов.
- Санаторий «Плаза» (частный). В 2004 году израильский миллиардер Лев Леваев приобрёл в городе-курорте Кисловодске два простаивающих корпуса санатория им. Г.Димитрова. После их реконструкции 24 декабря 2005 года открыт санаторий «Плаза»[29]
- Санаторий «Родник» (частный). Открыт 12 мая 1972 года как санаторий «Стройиндустрия»[30]. Более 35 лет был единственной здравницей московских строителей. Учредителями были ОАО «Моспромстройматериалы», затем ОАО «Главстрой»
- Санаторий «Россия» (Росгвардия). В феврале 1974 года в Васюковой балке открыт пансионат Министерства химической промышленности СССР «Химик» на 100 мест. В июль 1983 года открыт новый корпус, общая ёмкость дашло до 520 коек. В марте 1993 года пансионат «Химик» был передан внутренним войскам МВД России и переименован в санаторий «Россия» с коечной ёмкостью 460 мест. 5 апреля 2016 года передан войскам национальной гвардии[31].
- Санаторий «Самара»[32]
- Детский пульмонологический санаторий «Семицветик»[33]. Открыт 1 ноября 1986 года[7]
- Санаторий для детей с родителями «Смена» (Минздрав РФ)
- Санаторий «Солнечный» (частный). Открыт летом 2007 года
- Детский санаторий «Сосновая роща»
- Санаторий «Узбекистан» (УДП Узбекистана). Открыт 7 ноября 1932 года, к 15-й годовщине Октябрьской революции. Первоначально состоял из одноэтажных старинных домиков летнего типа. В период Великой Отечественной войны здесь располагался госпиталь № 3178/5394. В 1971 году вступил в строй новый лечебный корпус, созданный по проекту ташкентских архитекторов под руководством Н. М. Гаджибекова. Новый этап реконструкции начался в конце 80-х годов.
- Санаторий «Факел» (Газпром). В 1881 году терский казак Илья Сафонов возвел двухэтажный особняк — гостиницу «Парк». Памятник архитектуры. После реставрации и ремонта сафоновский особняк вновь стали использовать по своему первоначальному назначению — принимать отдыхающих
- Санаторий «Целебный нарзан» (частный). Открыт 15 октября 1992 года как гостинично-туристический комплекс «Интурист-Нарзан»[9]

Государственный комитет по иностранному туризму СССР начал строительство гостиницы в Кисловодске в 1980-годы. С ликвидацией Интуриста в 90-е годы было прекращено и строительство гостиницы. Только в 1991 году акционерное общество «Ставропольинтур» взяло от своего имени кредит в размере одного миллиона долларов, чтобы завершить строительство гостиницы «Интурист» в Кисловодске. Польская фирма «Будимекс» полностью выполнила строительство одной из лучших гостиниц с лечебным корпусом на Юге России и сдала в эксплуатацию построенный по оригинальному проекту шестиэтажный гостинично — оздоровительный комплекс «Интурист — Нарзан» в ноябре 1992 года. В 1994 году турецкие строители выполнили перепланировку номерного фонда и с 1999 года комфортабельный отель «Интурист-нарзан» получил официальный статус санатория «Целебный нарзан».
В августе 2004 года санаторий был приобретён московской холдинговой компанией «Синдика».
- Санаторий «Центросоюз-Кисловодск». Открыт 15 ноября 1935 года как санаторий «Центросоюз»[14]
- Санаторий «Электроника» (ФТМС). Действует с 1977 года
- Санаторий «Эльбрус» (МВД). Открыт 25 июня 1955 года[14]
- Санаторно-курортный комплекс Министерства обороны «Северо-Кавказский». Филиал «Кисловодск».

В 1920 году в зданиях бывшей виллы «Ретвизан», построенной адмиралом Лекаревым для лечения офицеров Балтийского флота и названной в честь крейсера, погибшего в Русско-японскую войну, а также дачах «Виттуся», «Версаль», «Кундури» и «Эльбрус» развёрнут лазарет № 17. На его базе в 1922 году организовано Кавказское отделение военно-курортной станции.
В 1929 году оно было переформировано в Военный санаторий. При санатории функционировала экспериментальная лаборатория по изучению влияния курортных факторов на человека. В 30-е годы XX века в этой лаборатории работали профессора и научные сотрудники Военно-медицинской академии В. Л. Бейер, В. П. Соколовский, М. В. Яновский. В период Великой Отечественной войны санаторий был преобразован в эвакогоспиталь № 1974. С октября 1943 года он продолжал функционировать как кардиологический санаторий. В 1956 году объединили санаторий военно-морских сил и военный санаторий № 1. В 1957 году на проспекте Дзержинского был построен спально-лечебный корпус единого санатория. В 1966 году спальный корпус на проспекте Ленина. В 1977 году сдан новый лечебный комплекс и развёрнуто строительство клуба на улице Герцена. В 2007 году построен физкультурно-оздоровительный комплекс.
Пансионаты
- Пансионат «Звездный»
- Пансионат «Мечта»
- Пансионат «Кубань»
- Пансионат «Факел»
- Пансионат «Филтакон»
- Пансионат «Шаляпинъ»

## Санаторно-курортная база городаМинеральные Воды
- Санаторий «Минеральные Воды» — пос. Новотерский (ж/д платформа Змейка)

Расположен [к югу] в долине между Змейкой и Развалкой (под Железноводском), на берегу искусственного водохранилища, рядом с Терским племенным конезаводом № 169 (графа С. А. Строганова); свой питьевой бювет в спальном корпусе (4-х-этажный, 210 мест).
- Краевая Кумагорская больница восстановительного лечения [типа санатория-профилактория] — находится к северо-западу от г. Мин-Вод, на базе сероводородного источника (Кумагорский курорт в районе Кум-горы).
- Курортная местность «Нагута» (на западе) — благоприятна [и перспективна] для санаторно-курортного лечения (оздоровления) и отдыха

## Санаторно-курортная база городаПятигорска
Основу санаторно-курортного лечения в Пятигорске составляют бальнеогрязелечебные процедуры.
Пятигорский курорт является многопрофильным. Для лечения сюда направляются больные со следующими заболеваниями:
- болезни периферической нервной системы — моно- и полиневриты, в том числе токсической этиологии;
- болезни опорно-двигательного аппарата (болезни костно-мышечной системы и соединительной ткани) — остеохондроз позвоночника, посттравматический артрит, ревматоидный артрит, полиартрит, остеоартроз;
- болезни органов пищеварения (см. показания для Ессентукского и Железноводского курортов);
- болезни кожи (псориаз, экзема, нейродермит, крапивница, дерматит, склеродермия, красный плоский лишай, ихтиоз, себорея, почесуха, витилиго, кожный зуд, аллопеция и др., кроме грибковых заболеваний);
- болезни сосудов — облитерирующий эндартериит, облитерирующий атеросклероз, болезнь Бюргера, болезнь Рейно, системный васкулит, варикозное расширение вен конечностей, посттромбофлебитический синдром;
- женские болезни (хронические воспалительные заболевания, кроме туберкулезных), бесплодие, в том числе эндокринное, климактерический синдром, эндометриоз;
- профессиональные болезни (вибрационная болезнь, профессиональные полиневриты).

Управление курортом
В 1931 году вместо курортного треста, выполнявшего функции управления курортами Кавказских Минеральных Вод, были созданы управления отдельных курортов, в том числе управление пятигорского курорта.
В 1955 году управления Пятигорского, Ессентукского и Железноводского курортов были ликвидированы и на их базе организовано объединение управления курортами с местонахождением в Пятигорске.
С 1 апреля 1956 года управление стало именоваться Пятигорским территориальным управлением курортов, санаториев и домов отдыха. В его ведение передали ведомственные санатории, санатории Нальчика, Северной Осетии и Калмыкии, а также Тебердинские санатории и дома отдыха.
В марте 1960 года в связи с передачей санаториев и других лечебно-профилактических курортных учреждений в ведение профсоюзов управление было ликвидировано.
1 февраля 1974 года Пятигорский филиал центральной научно-исследовательской лаборатории математических методов управления при Пятигорском территориальном совете реорганизован в вычислительный центр курорта. С 1 июля 1974 года реорганизован в отдел внедрения и эксплуатации Кисловодского единого кустового вычислительного центра.
1 июля 1989 года было создано Объединение санаторно-курортных учреждений профсоюзов «Пятигорсккурорт».
Санатории
- санаторий имени М. Ю. Лермонтова (лечебный корпус № 9 санатория — бывшая дача Э. Э. Карстенса, известная среди жителей Пятигорска также как «Вилла Роз»). В декабре 1928 года был открыт санаторий № 5, его корпуса заняли десять красивых дач дореволюционной постройки: «Эльза», «Роза» и других, затем к ним были присоединены здания санаториев «Красные зори» и «Восход». В 1931 году было выстроено здание столовой. В 1948 году санаторий № 5 был переименован в санаторий имени М. Ю. Лермонтова. Спальный корпус на 205 мест был построен в 1977 году, а пищеблок и клуб в 1989 году. Функционирует клуб с киноконцертным и танцевальным залами и диетической столовой на 500 мест.
- санаторий имени С. М. Кирова. Открыт 29 декабря 1971 года[21]. Состоит из трёх шестиэтажных корпусов, соединённых переходами и окружённых лесом.
- санаторий «Галерея Палас». Сдан в эксплуатацию в 2007 году
- санаторий «Горячий ключ».

В состав санатория входит старинный корпус, который воздвигнут в 1851 году знаменитым архитектором Кавказских Минеральных Вод С. И. Уптоном (памятником архитектуры XIX века), в котором сочетаются элементы поздней английской готики и восточного стиля. Новые корпуса построены в послевоенный период.
В 1918 году в доме Уптона разместился санаторий «1 Мая» для красноармейцев (по другим данным — в мае 1920 года), а затем в 1923 году впервые в России был организован санаторий для женщин «Красная работница». В 1939 году здесь размещался санаторий «Медсантруд».
18 июля 1947 года санаторий ставропольского крайисполкома был передан в ведение хозяйственного управления Совета министров РСФСР. Впоследствии он стал именоваться санаторий «Пятигорск». В 1956 году передан в ведение пятигорского территориального управления курортов, санаториев и домов отдыха Министерства здравоохранения РСФСР.
В 1957 году на базе санатория «Пятигорск» хозяйственного управления Совета министров РСФСР был образован бюджетный санаторий «Горячий ключ». В состав санатория принята дача в г. Нальчике. С февраля 1957 года санаторий «Горячий ключ» стал располагаться в здании бывшего санатория Медсантруд № 2, ликвидированного в 1957 году. В марте 1960 года перешёл в подчинение управления делами совета министров РСФСР. С 24 августа 1966 года санаторий был передан в подчинение Четвёртого главного управления при министерстве здравоохранения РСФСР.
С 1989 года санаторий «Горячий ключ» передан в ведение Северо-Кавказского зонального управления специальных санаториев КМВ. Санаторий был перепрофилирован для обслуживания детей с матерями. Профиль -суставные заболевания.
- санаторий «Дон»(межколхозный). Открыт 10 апреля 1958 года (но первых отдыхающих принял 16 марта)[36]. Первая в стране межколхозная здравница. Тогда это был трёхэтажный корпус на 60 мест, построенный на средства восьми хозяйств Егорлыкского района Ростовской области. Вскоре первому зданию сделали пристройку и облицевали туфом, построили новый клуб, столовую, плавательный бассейн (первый в городе), приобрели и внедрили современное медицинское оборудование. В конце 1960 года пансионату «Дон» был присвоен статус санатория. В 2002 году открылся третий спальный корпус — двухэтажное здание с номерами люкс. В 2006 году построен ещё один спальный корпус со спортивными площадками и теннисными кортами. На территории санатория открыт питьевой бювет с минеральной водой. На 2023 год санаторий «Дон» содержат 41 хозяйство аграрной отрасли Ростовской области.
- санаторий «Зори Ставрополья» (межколхозный). Открыт 21 марта 1983 года[37]. Сначала открыт как пансионат, а затем переведён в ранг санатория. 12-этажное здание спального корпуса соединено переходом с клубом-столовой. В 1988 году вступили в строй лечебный корпус и плавательный бассейн
- санаторий «Ласточка». 1 июля 1987 года санаторий «Труженик» был ликвидирован и присоединён к санаторию «Ласточка»[34]. Санаторий «Ласточка» был присоединён к санатоию «Родник»
- санаторий «Ленинские скалы». Открыт 4 января 1965 года как пансионат на 700 мест по проекту архитектора А. Г. Тарасова. В январе 1970 года санаторием[38].
- санаторий «Лесная поляна». В 1934 году, когда на пустыре был построен стадион спортивного общества «Динамо» и две небольшие гостиницы для спортсменов. В 1938 году гостиницы были переоборудованы в корпуса летнего дома отдыха. В мае 1944 года в этих зданиях начинает работать санаторий № 6 Роспромстрахсовета системы промкооперации. Здравница тогда располагала лишь двумя деревянными спальными корпусами на 75 мест. Спустя 15 лет санаторий перешёл в распоряжение Пятигорского территориального совета по управлению курортами профсоюзов. В 1962 году здравница получила название «Лесная поляна». В 1976 году построены два девятиэтажных спальных корпуса, в 1978 году — столовая и лечебный корпус санатория. До 1992 года санаторий занимал территорию в 27 га и мог одновременно принимать на отдых и лечение 1100 человек. Позднее половина его территори была передана под управление МВД России по СКФО
- санаторий «Машук». Основан в 1958 году на базе санатория № 30 имени Калинина. Он предназначался для лечения слепых, назывался санаторий «Труженик» и первоначально располагался в курортной зоне, на Провале. В 1984 году для него построили новый современный семиэтажный спальный корпус в живописном лесном массиве, на станции Лермонтовская, который открылся на Всемирный день слепых. Имеется столовая, бассейн, лечебный блок, киноконцертный зал, танцевальный зал, библиотека с говорящими книгами и книгами по Брайлю. Санаторий оснащён тифлосредствами для ориентации слепых и слабовидящих.
- санаторий «Пятигорский Нарзан». Открыт в 2007 году
- санаторий «Пятигорье». Основан в 1962 году как санаторий имени XXII съезда КПСС Минсредмаша. В настоящее время приватизирован. Построен по проекту архитектора А. С. Чернышёва. На территории санатория уникальная минеральная вода с высоким содержанием нарзана и большим содержание минеральных солей и микроэлементов, что позволяет принимать нарзанные ванны на месте. При входе в санаторий сооружён бювет источника № 24 по проекту архитектора А. Б. Черепова.
- санаторий «Родник». Открыт в апреле 1982 года[39]. Многоэтажный корпус построен по проекту архитектора Е. Гавриловой на месте бывших дач-корпусов санатория «Ласточка». Воздушный переход связывает в единый комплекс спальные и лечебные корпуса и киноконцертный зал. В переходе разбит зимний сад с экзотическими растениями, работает фонтан
- санаторий «Ромашка», краевой детский — ул. Ермолова, 213
- санаторий «Руно» (Ростовское объединение «Донколхозздравница»). В 1959 году на общем собрании уполномоченных колхоза имени XVII партконференции Ремонтненского района Ростовской области было решено обратиться в Ставропольский крайисполком и Пятигорский горисполком за разрешением строительства санатория в г. Пятигорске. В 1961 году решением горисполкома был отведен земельный участок. В июле 1965 года санаторий «Руно» на 190 мест начал свою деятельность. С 1985 года санаторий стал подчиняться ростовскому объединению «Донколхозздравница»[34].
  - пансионат [колхоза] «Красный Октябрь» (ул. Лермонтова / ул. Анджиевского (Соборная), 12)
- санаторий «Тарханы» Пензенского областного объединения межколхозных здравниц.

Открыт 20 апреля 1970 года как пансионат с одновременным строительством корпусов санатория. 12 ноября 1973 года открыт санаторий «Тарханы» ёмкостью 250 мест на средства колхозов Пензенской области по проекту архитекторов «Ставропольгражданпроекта» И. Фуклева и В. Н. Безрукова. В его комплекс входят восьмиэтажный спальный и лечебный корпус с киноконцертным залом и столовой, спортивно-оздоровительный корпус с плавательным бассейном и спортивными залами, а также несколько старинных особняков, переданных санаторию в конце 90-х годов XX века. В 1973 году построен основной восьмиэтажный корпус, жилой корпус № 6 и пищеблок; в 1976 корпус № 4, в 1985 году корпус № 5, в 1991 году корпус № 7 и в 1994 лечебно-оздоровительный корпус.
- Санаторно-курортный комплекс Министерства обороны «Северо-Кавказский». Филиал «Пятигорск» — Соборная ул., 24
- Санаторно-курортный комплекс «Северо-Кавказский» Министерства обороны РФ
  - санаторий «Пятигорский». Открыт в сентябре 1922 года[42]. Начало санаторию положили две небольшие дачи, превращённые, по приказу Реввоенсовета республики, в Пятигорскую военно-курортную станцию, где велось лечение раненых красноармейцев. Первых пациентов медики приняли 24 сентября 1922 года. В предвоенные годы станция была переименована в «санаторий РККА». В послевоенные годы в здравнице построены два спальных корпуса на 728 мест, лечебно-диагностический корпус, две столовые на 1200 посадочных мест и клуб, лечебный плавательный бассейн со спортивным комплексом, спальный корпус филиала.
  - Центральный детский военный санаторий (бывшая турбаза «Пятигорск»)

Туристские организации
Пансионаты, базы отдыха, детско-юношеские лагеря, др. заведения туризма и рекреации
- пансионат им. Анджиевского, турбаза «Машук» (просп. Кирова (38?), рядом с кафе «Диана»)
- пансионат «Искра». Пансионат открылся в 1968 году как пансионат курортной поликлиники им. Н. И. Пирогова
  - пансионат «Каштан»
- профилакторий «Ореховая роща»
- пансионат «Горячеводский»
  - пансионат «Теплосерный»
  - пансионат «Береговой» (все три — на берегу Подкумка, в районе ул. Береговой / Партизанской)
- санаторно-оздоровительный лагерь [круглогодичный] «Дубрава» — проезд Орешник, 2
- детский оздоровительный лагерь «Машук» (пос. Энергетик)
  - санаторий-профилакторий «Кавказ» (п. Энергетик, Перкальские скалы)
- детский оздоровительный лагерь «Узень» (Бештаугорское (Лермонтовское) шоссе, в предгорьях долины между Бештау и Машук, у Бештаугорской горы Козьи Скалы)
- оздоровительный лагерь «Радуга» (Комсомольская поляна)
- оздоровительный лагерь «Салют» (Комсомольская поляна)
- турбаза «Ровесник» (детская туристско-экскурсионная база «Лесная дача», Комсомольская поляна)
- турбаза «Солнечная» ([пионерский] оздоровительный лагерь «Солнечный»)
  - оздоровительный лагерь им. М. Лермонтова
  - санаторий-профилакторий «Нефтяник» [недействующий (?)]
  - Предгорный центр детско-юношеского туризма и экологического воспитания (все — сев.-вост. склон Машука, за рестораном «Лесная поляна»)

Лечебно-курортные учреждения
- Пятигорский государственный  НИИ курортологии и физиотерапии МЗ РФ, бывш. Русское бальнеологическое общество («Ресторация» (1828), братья Бернардацци по проекту арх. Шарлеманя) — просп. Кирова, 34. Включает клиники:
  - клиника НИИ курортологии (Бальнеологического института) — Пятигорск, бульв. Гагарина, 19 (при санатории «Ласточка»; 250 коек, + детское отделение; в клинике, а также в курортной поликлинике организовано амб.-курсовочное лечение, его получают ок. 80 тыс. больных в год)
  - в Железноводске (205 коек)
  - в Ессентуках (180 коек; амб. 65 тыс. больных ежегодно)
  - в Кисловодске (150 коек; в том числе амб.-курсовочное лечение 72 тыс. больных в год)
- Курортная поликлиника имени Н. И. Пирогова — просп. Кирова, 19 (здание гл. корпуса ранее — дом для неимущих офицеров и канцелярия военного коменданта, 1826, арх. бр. Бернардацци). Открыта в декабре 1926 года для лечения больных, прибывших в санатории без путёвок[44]
- Бальнеогрязелечебница. БФО — ул. Красноармейская, 16
  - Романовская Грязелечебница — просп. Кирова, 67
  - Ингаляторий — просп. Кирова, 20
- Ермоловские ванны — просп. Кирова, 21
  - клиника «Элорма» — Кирова, 21
- «Санос» (платная медицина), центр — просп. Калинина, 7

см. также Бальнеогрязелечебницы